# Oberoendeframkallande
Oberoendeframkallande gavs ut 2007 och Timbuktus femte studioalbum. Albumet släpptes i februari och har sålt guld i Sverige.

## Låtlista
| Spår | Titel                                                                       | Tid   |
| ---- | --------------------------------------------------------------------------- | ----- |
| 1    | Pretjafs                                                                    | 03:05 |
| 2    | Låt Nr 92                                                                   | 04:26 |
| 3    | Lasternas - Dungen                                                          | 03:39 |
| 4    | Karmakontot                                                                 | 04:48 |
| 5    | Bra, Bra - Chords                                                           | 03:30 |
| 6    | En vecka med                                                                | 00:58 |
| 7    | Ett halvår utan - Tingsek                                                   | 04:31 |
| 8    | Lika barn avvika bäst del 2                                                 | 04:12 |
| 9    | Kejsaren e naken                                                            | 04:35 |
| 10   | Vibb Aktuellt                                                               | 03:59 |
| 11   | Ufokuken                                                                    | 03:00 |
| 12   | Fantasi                                                                     | 03:31 |
| 13   | Med eller mot                                                               | 04:17 |
| 14   | Amors picka del 1 (endast på den norska versionen av skivan)                | 04:27 |
| 15   | Tack för sist - Supreme (artist) (endast på den norska versionen av skivan) | 05:09 |
| 16   | www.stoppamej.nu                                                            | 00:04 |
| 17   | Känn Pepp (OBFK)                                                            | 05:29 |